# Historia Piery
Historia Piery (wł. Storia di Piera) – włosko-francusko-niemiecki dramat obyczajowy z 1983 roku w reżyserii Marco Ferreriego. Scenariusz powstał w oparciu o autobiograficzną książkę włoskiej aktorki Piery Degli Esposti.
Film startował w konkursie głównym na 36. MFF w Cannes, gdzie zdobył nagrodę dla najlepszej aktorki za kreację Hanny Schygulli.

## Fabuła
Piera to dorastająca córka ekscentrycznej Eugenii i wrażliwego Lorenzo, który po utracie pracy trafia do ośrodka psychiatrycznego. Dziewczyna odkrywa stopniowo swoją seksualność i coraz bardziej ciąży w stronę innych dziewcząt. Jej rodzice niczego jej nie zakazują; pomiędzy Pierą a jej matką istnieje więź, która zdaje się być czymś więcej niż relacją rodzinną.

## Obsada
- Isabelle Huppert – Piera
- Hanna Schygulla – Eugenia
- Marcello Mastroianni – Lorenzo
- Angelo Infanti – Tito/Giasone
- Tanya Lopert – Elide
- Bettina Grühn – Piera jako dziecko
- Renato Cecchetto – pielęgniarz
- Maurizio Donadoni – Massimo
- Aïché Nana – położna[3]

## Produkcja
Zdjęcia kręcono w Rzymie oraz w regionie Lacjum, w obrębie prowincji Latina (Latina, Sabaudia, Minturno, Pontinia).